# Alexis Spyridonidis
Alexandros "Alexis" Spyridonidis (griechisch Αλέξανδρος "Αλέξης" Σπυριδωνίδης; * 3. Februar 1995 in Nikea) ist ein griechischer Basketballspieler, der bei einer Körpergröße von 1,90 m auf den Positionen des Point Guards bzw. des Shooting Guards eingesetzt werden kann.

## Karriere

### Auf Vereinsebene
Als Jugendlicher spielte Spyridonidis in den Jugendabteilungen des AE Nikea, bevor er 2011 in die Jugendmannschaft des Ilisiakos wechselte. Im Alter von 17 Jahren, wurde er zur Saison 2012/13 auch für dessen erste Mannschaft nominiert, die damals in der obersten Spielklasse für Vereinsbasketball in Griechenland, der Basket League, spielte. Im darauffolgenden Sommer wechselte Spyridonidis innerhalb der ersten Liga zu KAO Dramas, bei dem er einen Lizenzspielervertrag über vier Jahre unterschrieben hatte. Da der KAOD keine Lizenz zur Teilnahme für die Saison 2015/16 beantragen konnte, wechselte Spyridonidis zu Kifisia Dimoulas.
Im Sommer 2016 wechselte Spyridonidis zum Koroivos Amaliadas.

### Nationalmannschaft
Spyridonidis durchlief sämtliche Jugend-Nationalmannschaften Griechenlands. So gehörte er zur griechischen Auswahl bei der U-16 Europameisterschaft 2011 in Tschechien, spielte bei der U-18 Europameisterschaft 2013 in Lettland und war Teilnehmer der U-20 Europameisterschaft 2014 in Griechenland sowie der U-20 Europameisterschaft 2015 in Italien. Für den A-Kader wurde er bisher nicht nominiert.